# Heuchera elegans
Heuchera elegans är en stenbräckeväxtart som beskrevs av LeRoy Abrams. Heuchera elegans ingår i släktet alunrötter, och familjen stenbräckeväxter. Inga underarter finns listade i Catalogue of Life.

## Bildgalleri

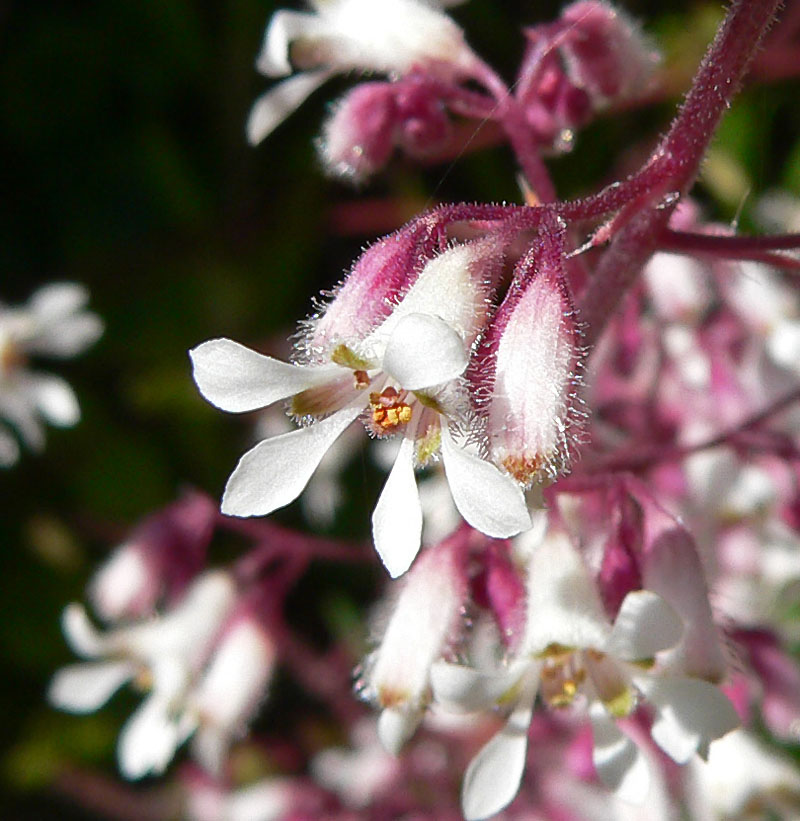
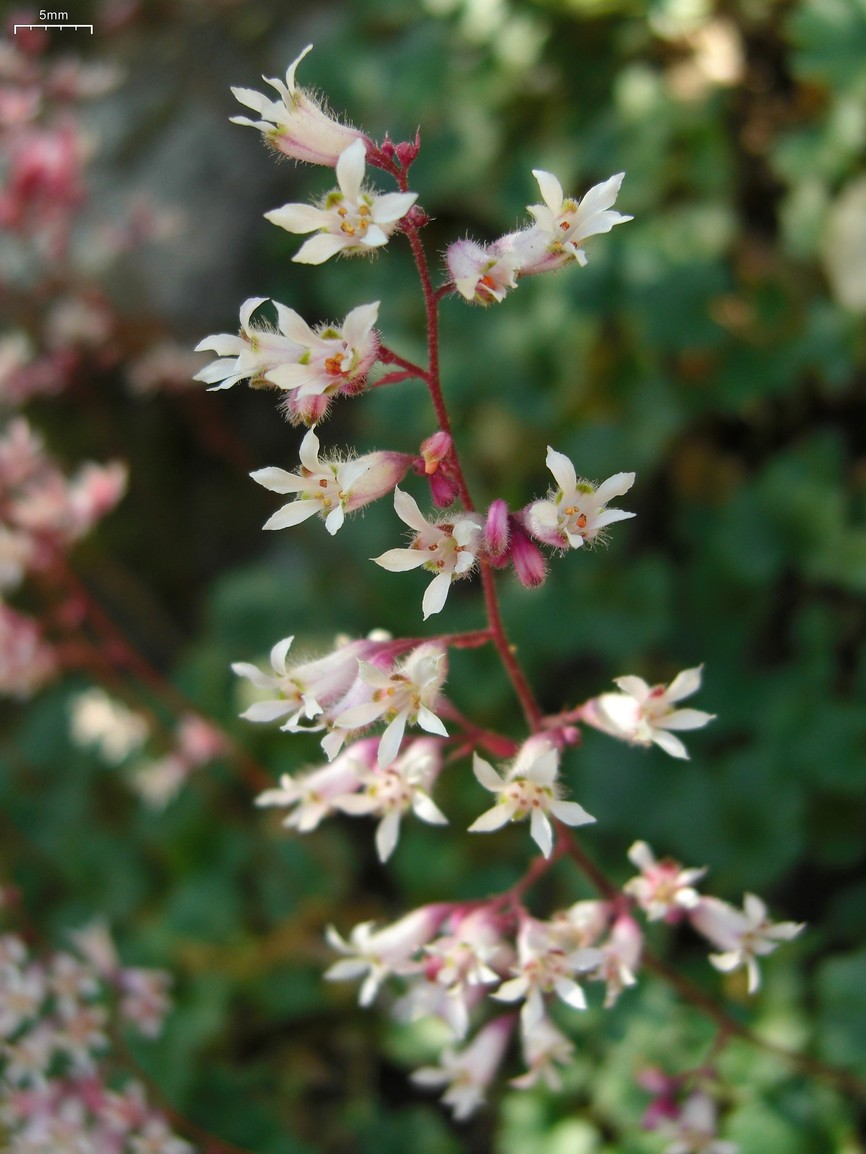
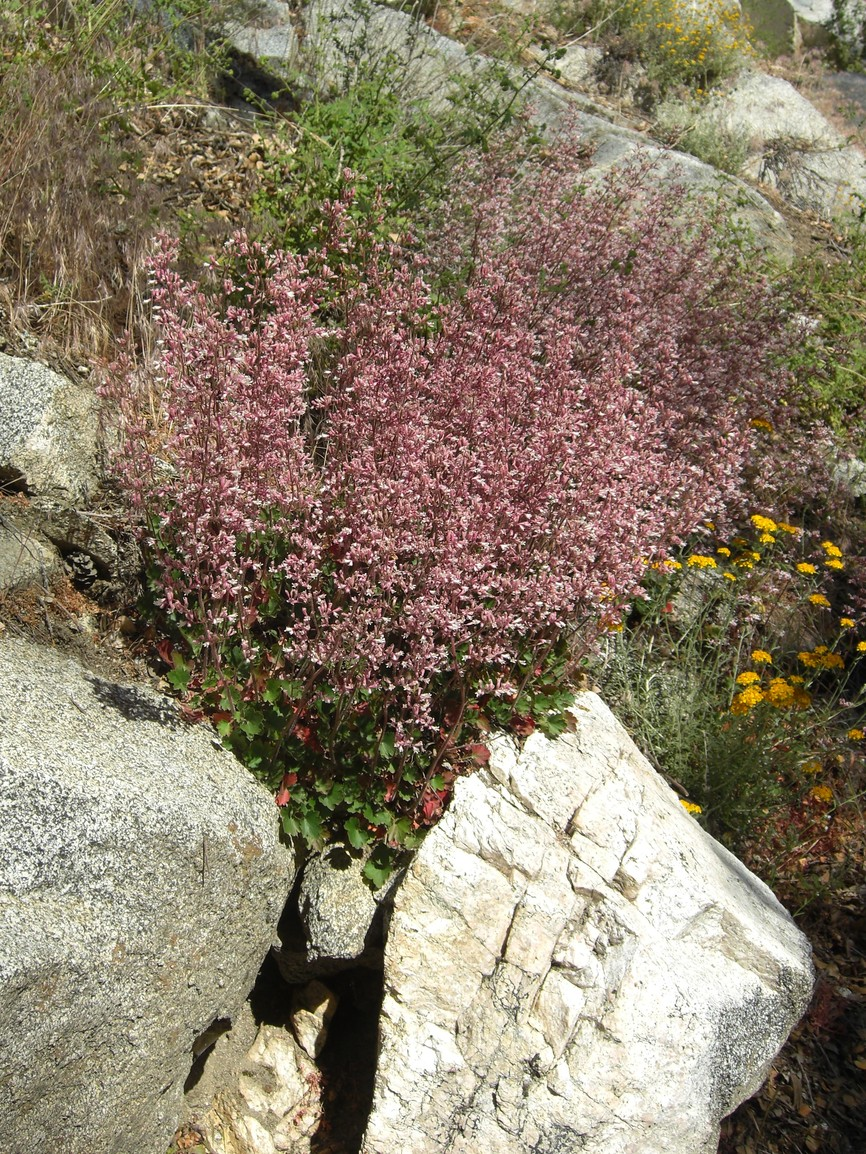
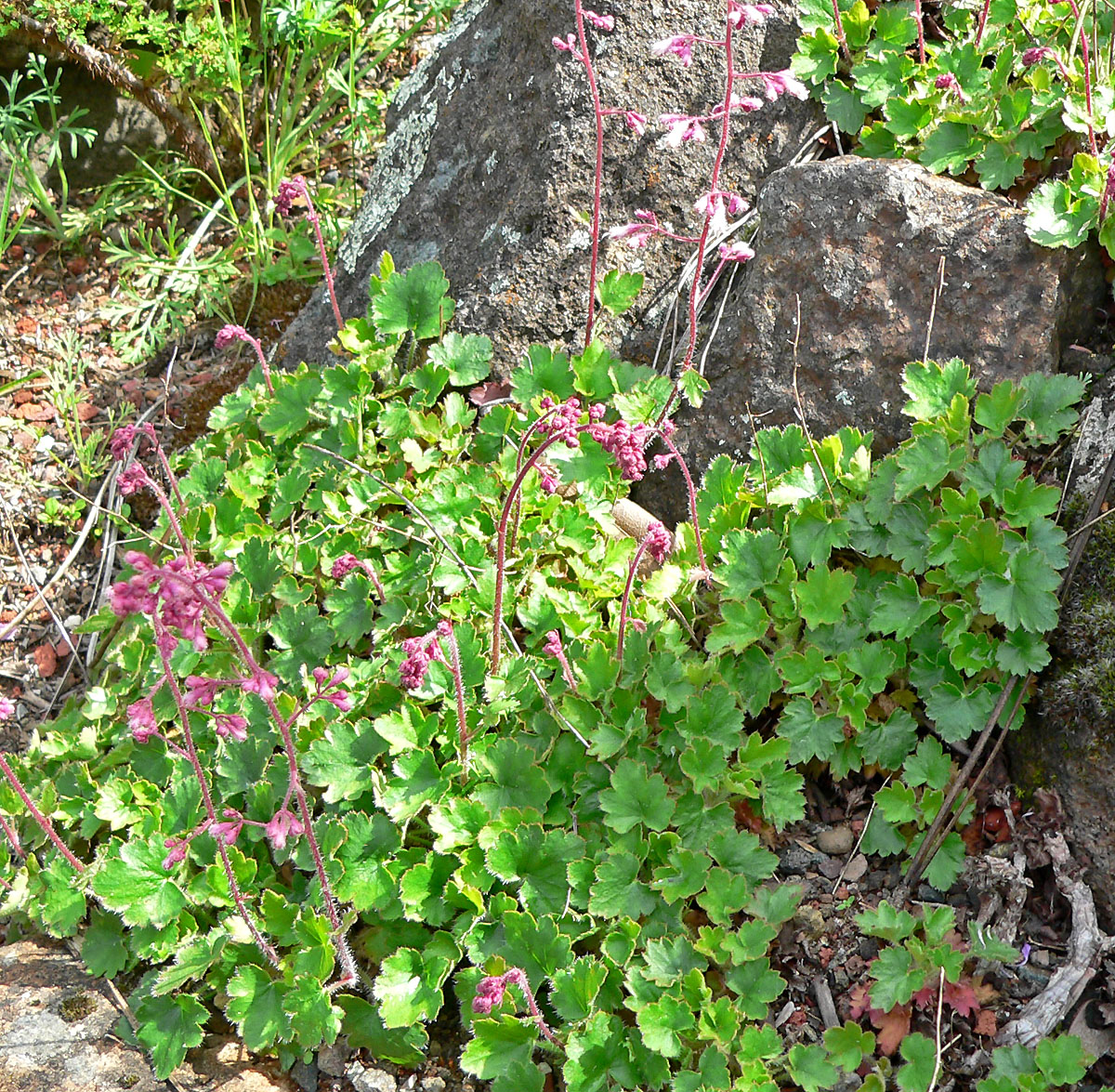
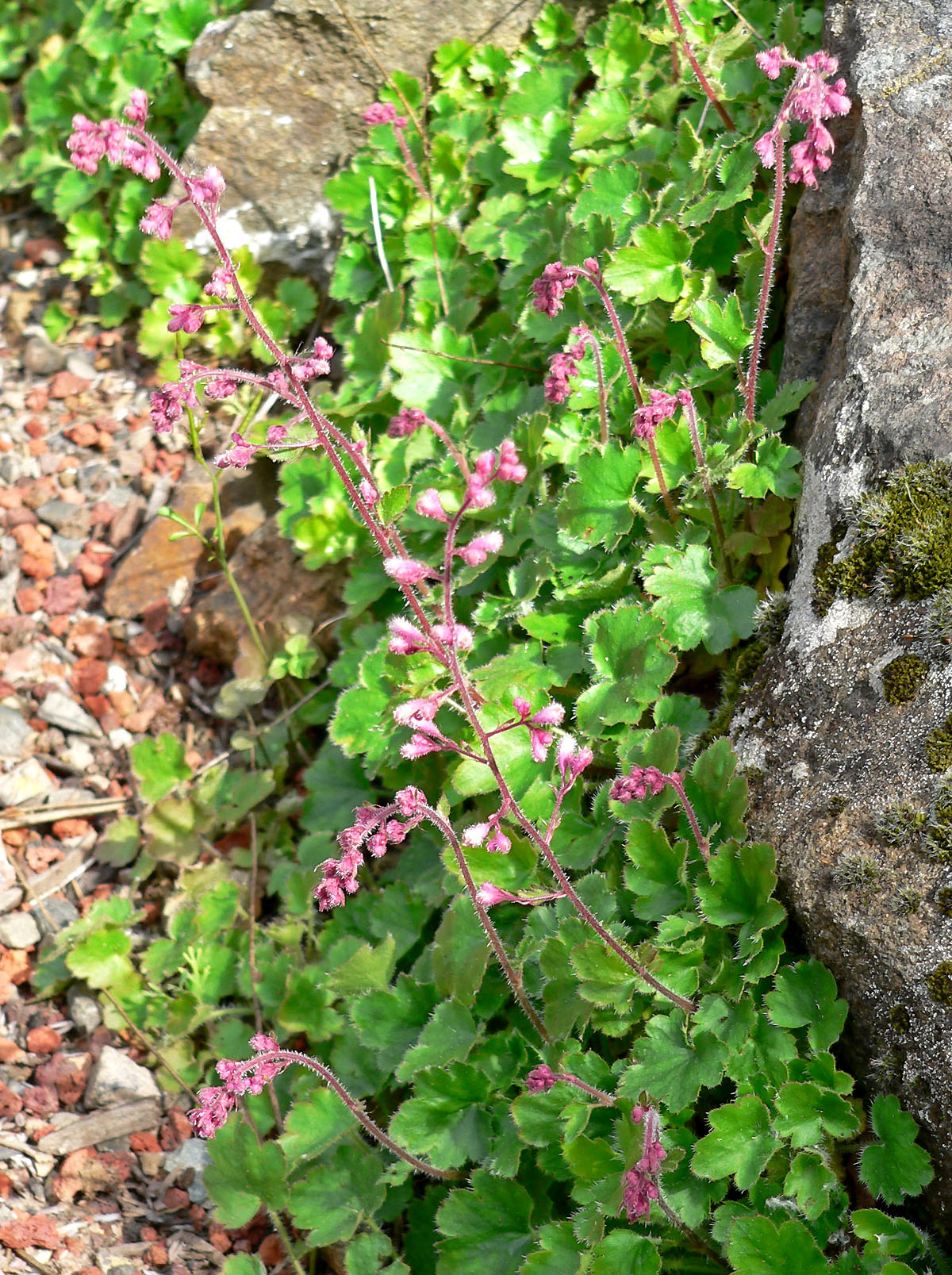
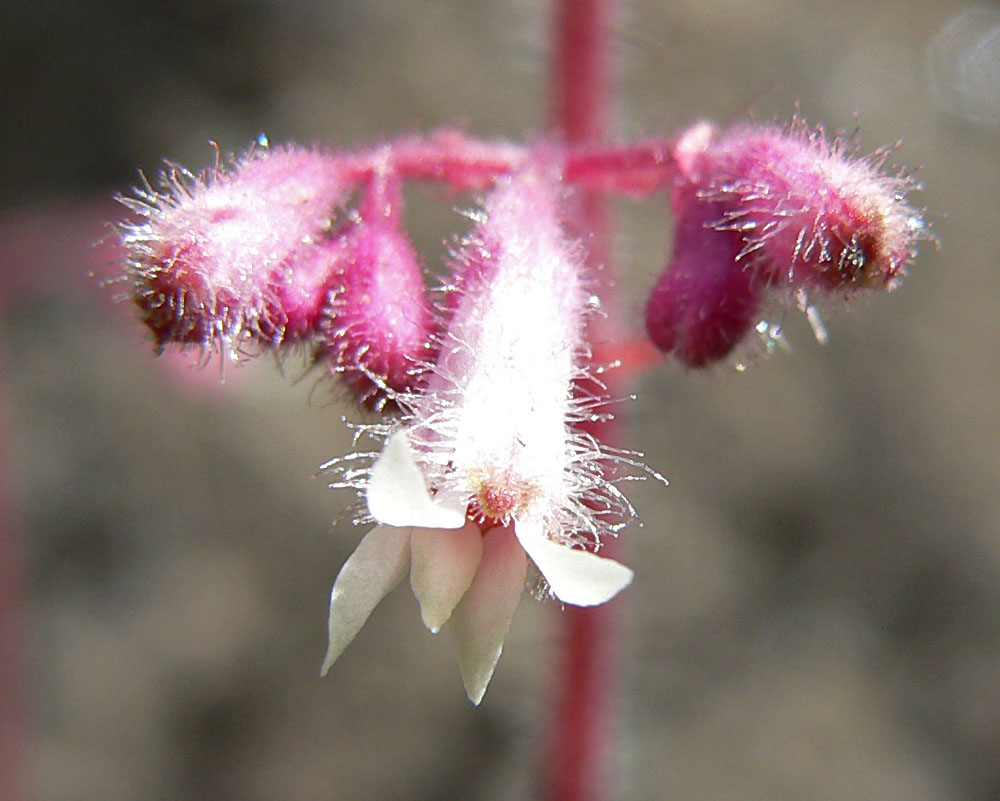